# Metadata Encoding and Transmission Standard
Metadata Encoding & Transmission Standard (METS) je standard pro kódování popisných, administrativních a strukturálních metadat o objektech. Vyjadřuje se pomocí XML, což je schéma jazyka World Wide Web Consortium. Standard byl vytvořen v roce 2001 pod záštitou Digital Library Federation, která ho i nadále vyvíjí, udržuje ho Network Development and MARC Standards Office, patřící pod Kongresovou knihovnu. V roce 2004 získal registraci NISO, která byla obnovena v roce 2006.

## Využití
METS byl tedy navržen pro interoperabilní výměnu materiálů mezi institucemi. Využívá se v řízení a výměně digitálních objektů v úložištích dat – repozitářích, případně i při výměně dat mezi repozitáři a jejich uživateli.

## Struktura
Profil METS se skládá ze 13 částí, jsou to: Unique URI (unikátní přidělené URI), Short Title (pro popis třídy objektu), Abstract (popisuje podstatu profilu a jeho účel), Date and time of creation (datum a čas vytvoření dokumentu), Contact Information (kontakty pro budoucí uživatele), Related profiles (může se použít při označení vztahu k jinému registrovanému profilu), Extension schemas (označení všech rozšiřujících schémat, vhodných pro vytváření METS dokumentů), Rules of description (pro zvláštní pravidla popisu), Controlled vocabularies (zde jsou označeny kontrolované slovníky pro vytváření dokumentů odpovídajících profilu), Structural requirements (umožňuje instituci stanovit omezení struktury METS), Technical requirements (instituce si může zvolit omezení při odkazování, podle typu souboru apod.), Tools and applications (obsahuje popis všech přidružených nástrojů použitelných s METS dokumentem) a poslední je Sample document (METS profil musí obsahovat jednu nebo více příloh s příkladem METS dokumentu).

## Kořenový prvek
Kořenový prvek <mets> vytváří kontejner pro informace, které jsou v něm skladovány a popřípadě i přenášeny (a to podle standardu).

### Atributy
- ID (ID/O): Tento atribut jednoznačně identifikuje kořenový prvek METS dokumentu a umožňuje na něj odkazovat z jiného prvku nebo dokumentu a to přes IDREF nebo XPTR.
- OBJID (string/O): Je primární identifikátor přidělen METS objektu jako celku. Tento identifikátor se používá k označení celého METS objektu pro externí systémy v kontrastu s ID identifikátorem. Přestože tento atribut není povinný, je velice doporučeno jej používat.
- LABEL (string/O): Jednoduchý názvový řetězec, sloužící k identifikaci objektu pro uživatele.
- TYPE (string/O): Určuje třídy nebo typy objektu (např.: kniha, časopis, data, video, atd. )
- PROFILE (string/O): Označuje, kterému z registrovaných profilů METS dokumentu vyhovuje.

### Prvky
Struktura METS dokumentu se skládá ze sedmi hlavních oddílů, které zase mohou obsahovat různé elementy a atributy. Na nejobecnější úrovni dokumentu METS může obsahovat následující části:
- Hlavička METS: Obsahuje metadata popisující dokument, včetně informací jako jsou tvůrce, redaktor, datum vytvoření, datum poslední úpravy, status METS, jména osob a institucí (která mají k METS dokumentu nějaký vztah) a pod.
- Sekce popisných metadat: Tato část obsahuje popisná metadata, která jsou externí vůči METS dokumentu (jedná se například o záznam MARC v OPACu nebo záznam MODS udržovaný na WWW serveru), vnitřně vložená popisná metadata, nebo obojí. Rozmanité případy jak vnějších tak i vnitřních popisných metadat mohou být obsaženy v této sekci.

„V případě odkazování na externí metadata se předpokládá použití URI (Uniform Resource Information), které může nabýt těchto typů: URN, URL, trvalé URL, Handle, DOI nebo jiného směrovacího schématu. V případě vkládání lokálních metadat mohou být vnořena pomocí XML schématu nebo pomocí binárního řetězce kódovaného Base64.“ 
- Sekce administrativních dat: V tomto oddílu jsou shromážděny informace o tom, jak byly soubory vytvořené a uložené, duševní vlastnická práva, metadata o původním zdrojovém objektu, ze kterého byl odvozen digitální objekt, informace týkající se původu souborů, které tvoří objekt. Správní metadata mohou být buď externí METS dokument nebo kódované interně.
- Sekce souborů: Tuto část tvoří seznam všech souborů, které obsahují obsah, který tvoří elektronickou verzi digitálního objektu. Soubor prvků může být seskupen, k poskytnutí rozdělení souborů na objekty nebo podle jiného kritéria (např.: typu souboru, velikosti apod.).
- Sekce strukturální mapy: Je srdcem METS dokumentu. Nastiňuje hierarchickou strukturu pro digitální objekt a odkazy prvků struktury obsahu souborů a metadat týkajících se každého prvku. Strukturální mapa je jediná povinná sekce v METS dokumentu.
- Sekce strukturálních odkazů: Dovoluje tvůrci METS dokumentu zaznamenat existující hypertextové odkazy mezi uzly v hierarchii uvedené ve strukturálních mapách. Jsou cenné zejména při použití METS k archivování webových stránek nebo jiných hypermédií.
- Sekce pravidel chování: Tuto sekci uplatníme, pokud požadujeme po objektu určité chování. Jsou zde popsány případy a způsoby jak na ně reagovat, tedy jak se chovat. Každé chování má také mechanismus či prvek, který určuje spustitelný kód, který implementuje a spustí chování, které bylo nadefinováno.